# Brian Ferneyhough

Brian Ferneyhough

Brian John Peter Ferneyhough (anhörenⓘ; * 16. Januar 1943 in Coventry, England) ist ein britischer Komponist. Er gehört zu den international einflussreichsten Persönlichkeiten der Neuen Musik und gilt als Begründer des Komplexismus.

## Leben
Ferneyhough studierte zwischen 1961 und 1963 in Birmingham und von 1966 bis 1967 an der Royal Academy of Music in London fort. Weitere Studien erfolgten bei Ton de Leeuw in Amsterdam und Klaus Huber an der Musik-Akademie der Stadt Basel.
Er lehrte seit 1973 als Dozent und Assistent von Klaus Huber, seit 1978 als Professor an Hochschule für Musik Freiburg und seit 1987 an der Universität von San Diego (Kalifornien). 1996 wurde er zum Fellow der Royal Academy of Music ernannt. Seit 1996 ist er Mitglied der Akademie der Künste in Berlin.
Von 2000 bis 2018 war Ferneyhough Professor an der Stanford University. Seit 2005 ist er Mitglied der Bayerischen Akademie der Schönen Künste.
Am 3. Mai 2007 erhielt Ferneyhough den Ernst von Siemens Musikpreis samt einem Preisgeld von 200.000 Euro.

## Rezeption
Ferneyhough ist bekannt dafür, dass er in seinen Kompositionen an die Interpreten die höchstmöglichen technischen Spielanforderungen stellt. Als Kompositionslehrer und Leitfigur des Komplexismus, einer Strömung innerhalb der Neuen Musik, prägte Ferneyhough Generationen von Komponisten.
Der Musikkritiker Reinhard Schulz schreibt in der Neuen Musikzeitung, dass „die Überforderung“ der Interpreten mit Ferneyhoughs „höchst ausdifferenziert[en]“ Partituren „neue Schichten der Auseinandersetzung mit dem Sujet“ freilege. „Der Musiker muss an seine Grenzen gehen, ja er sollte sich bemühen, sie zu überschreiten. Und er muss sich einen Plan zurechtlegen, wie er mit der Partitur verfahren will, um ihr in Annäherungsprozessen möglichst nahe zu kommen.“ Er sieht Ferneyhoughs Musik als einen „Gegenentwurf zur Abstumpfung unserer Sinne“, wie sie die Gegenwart mit ihren „Ablenkungs- und Entertainment-Mechanismen“ unerbittlicher denn je diktiere.
Dem Musikwissenschaftler Jean-Noël von der Weid zufolge, setzt sich Ferneyhough 1974 auf dem Festival von Royan als „der erfindungsreichste und kraftvollste Komponist seiner Generation durch.“

## Werke

### Kammermusik
- 1963: Sonatina für drei Klarinetten und Fagott
- 1965: Four Miniatures für Flöte und Klavier
- 1966: Coloratura für Oboe und Klavier
- 1966:  Sonate für zwei Klaviere
- 1966–1967: Prometheus Sextett für Bläser
- 1966–2002: Two Marian Motets für zwei Soprane und gemischten Chor
- 1968: Epicycle für 20 Solostreicher
- 1968–1969: Missa Brevis für zwölf Solostimmen
- 1969–1977: Funérailles I für Ensemble
- 1969–1980: Funérailles II für Ensemble
- 1974: Time and Motion Study III für sechzehn Solostimmen, Schlagzeug und Elektronik
- 1979–1980: Streichquartett Nr. 2
- 1982: Carceri d’Invenzione I für Ensemble
- 1982–1985: Etudes Transcendantales / Intermedio II für Ensemble
- 1983: Adagissimo für Streichquartett
- 1986: Carceri d’Invenzione III für Ensemble
- 1987: Fanfare for Klaus Huber für zwei Schlagzeuge
- 1988: La chute d’Icare für Klarinette und Ensemble
- 1989–1990: Streichquartett Nr. 3
- 1989–1990: Streichquartett Nr. 4
- 1990: Mort Subite für Piccolo, Klarinette, Vibraphon und Klavier
- 1992: Terrain für Violine und Kammerensemble
- 1992–1989: Maisons Noires für Ensemble
- 1994: On Stellar Magnitudes für Mezzosopran und fünf Instrumente
- 1995: Streichtrio
- 1996–1997: Allgebrah for Oboe und neun Solostreicher
- 1996: Incipits für Viola und Kammerensemble
- 1997: Flurries für sechs Spieler
- 1999–2000: The Doctrine of Similarity für Chor und Ensemble
- 2001: Stelæ for the Failed Time für 12 Stimmen und Tonband
- 2001: In Nomine à 3 für Piccolo, Oboe und Klarinette
- 2003: Les Froissements des Ailes de Gabriel für Gitarre und Kammerensemble
- 2004: no time (at all) für zwei Gitarren
- 2005: O Lux für zehn Instrumente
- 2006: Dum Transisset I–IV für Streichquartett
- 2008: Chronos–Aion Konzert für Ensemble
- 2008: Exordium für Streichquartett
- 2008: Renvoi / Shards: fragments of delay, revision, regeneration für Viertelton-Gitarre und Viertelton-Vibraphon
- 2010: Streichquartett Nr. 6
- 2012: Liber Scintillarum für sechs Instrumente
- 2012: Finis Terrae für sechs Stimmen und Ensemble
- 2013: Silentium für Streichquartett
- 2013: Schatten aus Wasser und Stein für Viertelton-Oboe und Streichquartett
- 2014: Inconjunctions für zwanzig Musiker
- 2014–2015: Contraccolpi für Ensemble
- 2016: Christus Resurgens für Streichquartett und Kontrabass
- 2017: In Nomine à 5 für Ensemble
- 2017: In Nomine à 12 für Ensemble
- 2017: Lawdes Deo für Klavier und Schlagzeug

### Solowerke
- 1965: Invention für Klavier
- 1966: Epigrams für Klavier
- 1966–1967: Drei Stücke für Klavier
- 1970: Cassandra’s Dream Song für Flöte
- 1970: Sieben Sterne für Orgel
- 1971–1977: Time and Motion Study I für Bassklarinette
- 1973–1976: Time and Motion Study II für Violoncello und Elektronik
- 1973–1976: Unity Capsule für Flöte
- 1981: Lemma-Icon-Epigram für Klavier
- 1981: Superscriptio für Piccolo
- 1984: Carceri d’Invenzione IIb für Flöte
- 1986: Mnemosyne für Bassflöte und Zuspielband
- 1986: Intermedio alla ciaccona für Violine
- 1987: Carceri d’Invenzione IIc für Flöte und Zuspielband
- 1983–1989: Kurze Schatten II für Gitarre
- 1989: Trittico per G.S. für Kontrabass
- 1991–1992: Bone Alphabet für Schlagzeug
- 1997–1998: Kranichtänze II für Klavier
- 1998–1999: Opus Contra Naturam für sprechenden Pianisten
- 1999: Unsichtbare Farben für Violine
- 2009: Sisyphus Redux für Altflöte
- 2011–2013 Quirl für Klavier
- 2017: In Nomine für Cello
- 2020: De ira Parables of lucid Dreaming II für Orgel

### Orchesterwerke
- 1969–1971: Firecycle Beta Symphonischer Torso für zwei Klaviere und Orchester mit fünf Dirigenten
- 1972–1975: Transit für sechs Stimmen und Kammerorchester
- 1979: La Terre est un Homme für Orchester
- 1985: Carceri d’Invenzione II für Flöte und Orchester
- 2006: Plötzlichkeit für großes Orchester

### Bühnenwerke
- 1999–2004: Shadowtime (Oper in 7 Szenen)

## Auszeichnungen
- Kompositionspreis der Stiftung Gaudeamus (1968)[9]
- Kompositionspreis der Internationalen Gesellschaft für Neue Musik (ISCM) (1972 und 1974)[3]
- Koussevitzky-Preis (1978)[9]
- Chevalier des Arts et des Lettres (1978)[10]
- Royal Philharmonic Society Award (1995 und 2011)[11]
- Ernst von Siemens Musikpreis (2007)

### Sekundärliteratur
- Ulrich Tadday (Hrsg.): Musik-Konzepte 140. Brian Ferneyhough. edition text + kritik, München 2008, ISBN 978-3-88377-918-8.
- Jean-Noël von der Weid: Die Musik des 20. Jahrhunderts. Frankfurt am Main / Leipzig 2001, ISBN 3-458-17068-5, S. 581–598.